# كين فورد
كين فورد (بالإنجليزية: Ken Ford)‏ هو عازف جاز أمريكي، ولد في 14 نوفمبر 1968 في سانت لويس في الولايات المتحدة.

## وصلات خارجية
- كين فورد على موقع ميوزك برينز (الإنجليزية)
- كين فورد على موقع ديسكوغز (الإنجليزية)